# Szymon Pilecki
Szymon Pilecki (ur. 16 lipca 1925 w Trokach, zm. 5 czerwca 2023 w Warszawie) – polski inżynier, badacz samolotów, emerytowany pułkownik Wojska Polskiego i działacz społeczności karaimskiej, od 1971 przewodniczący zarządu Karaimskiego Związku Religijnego.

## Życiorys
Dzieciństwo spędził w podwileńskich Leśnikach. Studiował na Uniwersytecie Wileńskim (1944–1945) i na Politechnice Wrocławskiej (1945–1951); doktorat nauk technicznych otrzymał w 1962 na Wojskowej Akademii Technicznej (WAT). W latach 1951–1970 był pracownikiem WAT, a od 1970 Instytutu Podstawowych Problemów Techniki Polskiej Akademii Nauk. W 1989 uzyskał tytuł profesora nadzwyczajnego, a w 1993 objął stanowisko profesora zwyczajnego. Specjalizował się w badaniu ciał stałych i procesów pękania metodami akustycznymi.
W 1982 pod jego kierunkiem stopień naukowy doktora uzyskał Feliks Rejmund.
Stracił oszczędności życia w 3 największych aferach finansowych w Polsce.
Zmarł 5 czerwca 2023. 13 czerwca tego samego roku został pochowany na cmentarzu karaimskim w Warszawie.

## Wybrane publikacje
Szymon Pilecki jest autorem lub współautorem 12 książek oraz około 180 artykułów naukowych z dziedziny lotnictwa i inżynierii materiałowej. 
- 1989: Stanowisko badawcze do pomiaru stałych sprężystości i tarcia wewnętrznego ciał stałych. Elastometr rezonansowy
- 1979: Analiza wpływu ruchliwości defektów sieci krystalicznej na własności materiałów metalowych w podwyższonych temperaturach (wraz z Piotrem Kopanią)
- 1975: Lotnictwo i kosmonautyka. Zarys encyklopedyczny (kolejne wydania w 1978 i 1984)
- 1970: Wstęp do dyfuzyjnej teorii zmęczenia metali
- 1969: Samoloty bojowe 1910–1967 (wraz z Jerzym Domańskim)
- 1965: Od Ikara mędrsi (wydanie węgierskie: 1968)
- 1961: Lotnictwo bez lotnisk
- 1960: Lotnictwo. Mała Encyklopedia (II wydanie: 1961)
- 1956: Najnowsze konstrukcje lotnicze (praca zbiorowa)

Publikuje również z dziedziny karaimoznawstwa:
- Bogusław i Kamila Firkowiczowie oraz ich potomkowie. Almanach karaimski 2007, ss. 85-100
- 70-lecie ustawy sejmowej dotyczącej Karaimów. „Awazymyz”. 2006, z. 1 (12), s. 17
- Роль караимов Галича в установлении юридического статуса каримских общин в 1920-30 годы. W: Караїми Галича. Історія та культура. Матеріали міжнародної конференції, Львов-Галич 2002, ss. 94–100
- Karaimi na Litwie i w Polsce, (współred. z: Lucjan Adamczuk, Halina Kobeckaitė), Warszawa 2003
- Karaimi w Polsce po 1945 r. Migracja podczas i po II wojnie światowej. W: Karaimi, Pieniężno 1987, ss. 41–50
- Z Kresów Wschodnich ku Politechnice Wrocławskiej. W: Politechnika Wrocławska we wspomnieniach pierwszych absolwentów. Moja droga do Politechniki Wrocławskiej, Wrocław 1991, ss. 155–166.
- Chłopiec z Leśnik. Dziennik 1939–1945, Wrocław 2009